# سد لانگتان
سد لانگتان (به لاتین: Longtan Dam) یک سد وزنی و نیروگاه برقابی در چین است که در گوانگشی واقع شده‌است.